# Kvalspelet till U21-Europamästerskapet i fotboll 2021 (grupp 5)
Grupp 5 i kvalspelet till U21-Europamästerskapet i fotboll 2021 består av sex lag: Serbien, Polen, Ryssland, Bulgarien, Lettland och Estland. Lagindelningen i de nio grupperna i gruppspelet bestämdes genom en lottning på Uefas högkvarter i Nyon, Schweiz den 11 december 2018.
Matcherna i gruppen var från början schemalagda att spelas mellan den 5 september 2019 och 13 oktober 2020. Enligt det ursprungliga formatet skulle gruppsegrarna samt det bästa andraplacerade laget att kvalificera sig för huvudturneringen, medan övriga åtta grupptvåor skulle mötas i ett playoff.
Den 17 mars 2020 avbröts samtliga matcher på grund av coronaviruspandemin. Den 17 juni 2020 meddelade Uefa att gruppspelet skulle förlängas till den 17 november 2020 och att playoff-matcherna skulle bli inställda. Istället skulle gruppvinnarna samt de fem bästa andraplacerade lagen att kvalificera sig för huvudturneringen.

## Tabell
| Nr | Lag       | S  | V | O | F | GM | IM | MS  | P  |
| -- | --------- | -- | - | - | - | -- | -- | --- | -- |
| 1  | Ryssland  | 10 | 7 | 2 | 1 | 22 | 4  | +18 | 23 |
| 2  | Polen     | 10 | 6 | 2 | 2 | 19 | 8  | +11 | 20 |
| 3  | Bulgarien | 10 | 5 | 3 | 2 | 14 | 5  | +9  | 18 |
| 4  | Serbien   | 10 | 3 | 3 | 4 | 12 | 9  | +3  | 12 |
| 5  | Estland   | 10 | 1 | 2 | 7 | 3  | 34 | −31 | 5  |
| 6  | Lettland  | 10 | 0 | 4 | 6 | 7  | 17 | −10 | 4  |

## Matcher
Alla tider är skrivna i lokal tid.
|             | 5 september 2019 | Estland | 0 – 4           | Bulgarien                                            | Kadriorg Stadium                                         |                                                          |
| 17:30 UTC+3 | 17:30 UTC+3      |         | (0 – 2) Rapport | 15′, 48′, 65′ Tonislav Yordanov 39′ Stanislav Ivanov | Tallinn Publik: 207 Domare: Milovan Milačić (Montenegro) | Tallinn Publik: 207 Domare: Milovan Milačić (Montenegro) |
| 17:30 UTC+3 | 17:30 UTC+3      |         |                 |                                                      | Tallinn Publik: 207 Domare: Milovan Milačić (Montenegro) | Tallinn Publik: 207 Domare: Milovan Milačić (Montenegro) |
| 17:30 UTC+3 | 17:30 UTC+3      |         |                 |                                                      | Tallinn Publik: 207 Domare: Milovan Milačić (Montenegro) | Tallinn Publik: 207 Domare: Milovan Milačić (Montenegro) |

|             | 6 september 2019 | Lettland | 0 – 1           | Polen              | Zemgale Olympic Center                                              |                                                                     |
| 17:00 UTC+3 | 17:00 UTC+3      |          | (0 – 1) Rapport | 27′ Patryk Klimala | Jelgava Publik: 350 Domare: Admir Šehović (Bosnien och Hercegovina) | Jelgava Publik: 350 Domare: Admir Šehović (Bosnien och Hercegovina) |
| 17:00 UTC+3 | 17:00 UTC+3      |          |                 |                    | Jelgava Publik: 350 Domare: Admir Šehović (Bosnien och Hercegovina) | Jelgava Publik: 350 Domare: Admir Šehović (Bosnien och Hercegovina) |
| 17:00 UTC+3 | 17:00 UTC+3      |          |                 |                    | Jelgava Publik: 350 Domare: Admir Šehović (Bosnien och Hercegovina) | Jelgava Publik: 350 Domare: Admir Šehović (Bosnien och Hercegovina) |

|             | 6 september 2019 | Ryssland         | 1 – 0           | Serbien | Jubileumstadion                                                |                                                                |
| 19:00 UTC+3 | 19:00 UTC+3      | Igor Diveyev 20′ | (1 – 0) Rapport |         | Saransk Publik: 28 220 Domare: Manfredas Lukjancukas (Litauen) | Saransk Publik: 28 220 Domare: Manfredas Lukjancukas (Litauen) |
| 19:00 UTC+3 | 19:00 UTC+3      |                  |                 |         | Saransk Publik: 28 220 Domare: Manfredas Lukjancukas (Litauen) | Saransk Publik: 28 220 Domare: Manfredas Lukjancukas (Litauen) |
| 19:00 UTC+3 | 19:00 UTC+3      |                  |                 |         | Saransk Publik: 28 220 Domare: Manfredas Lukjancukas (Litauen) | Saransk Publik: 28 220 Domare: Manfredas Lukjancukas (Litauen) |

|             | 10 september 2019 | Polen                                                                               | 4 – 0           | Estland | Białystok City Stadium                              |                                                     |
| 18:00 UTC+2 | 18:00 UTC+2       | Przemysław Płacheta 6′ Karol Fila 65′ Kamil Jóźwiak 80′ Patryk Dziczek 90+4′ (str.) | (1 – 0) Rapport |         | Białystok Publik: 6 358 Domare: Rohit Saggi (Norge) | Białystok Publik: 6 358 Domare: Rohit Saggi (Norge) |
| 18:00 UTC+2 | 18:00 UTC+2       |                                                                                     |                 |         | Białystok Publik: 6 358 Domare: Rohit Saggi (Norge) | Białystok Publik: 6 358 Domare: Rohit Saggi (Norge) |
| 18:00 UTC+2 | 18:00 UTC+2       |                                                                                     |                 |         | Białystok Publik: 6 358 Domare: Rohit Saggi (Norge) | Białystok Publik: 6 358 Domare: Rohit Saggi (Norge) |

|             | 10 september 2019 | Serbien        | 1 – 1           | Lettland        | Karađorđe Stadium                                       |                                                         |
| 19:00 UTC+2 | 19:00 UTC+2       | Luka Adžić 57′ | (0 – 1) Rapport | 10′ Marko Regža | Novi Sad Publik: 723 Domare: Keith Kennedy (Nordirland) | Novi Sad Publik: 723 Domare: Keith Kennedy (Nordirland) |
| 19:00 UTC+2 | 19:00 UTC+2       |                |                 |                 | Novi Sad Publik: 723 Domare: Keith Kennedy (Nordirland) | Novi Sad Publik: 723 Domare: Keith Kennedy (Nordirland) |
| 19:00 UTC+2 | 19:00 UTC+2       |                |                 |                 | Novi Sad Publik: 723 Domare: Keith Kennedy (Nordirland) | Novi Sad Publik: 723 Domare: Keith Kennedy (Nordirland) |

|             | 10 september 2019 | Bulgarien | 0 – 0   | Ryssland | Slavia Stadium                                     |                                                    |
| 20:30 UTC+3 | 20:30 UTC+3       |           | Rapport |          | Sofia Publik: 1 800 Domare: Urs Schnyder (Schweiz) | Sofia Publik: 1 800 Domare: Urs Schnyder (Schweiz) |
| 20:30 UTC+3 | 20:30 UTC+3       |           |         |          | Sofia Publik: 1 800 Domare: Urs Schnyder (Schweiz) | Sofia Publik: 1 800 Domare: Urs Schnyder (Schweiz) |
| 20:30 UTC+3 | 20:30 UTC+3       |           |         |          | Sofia Publik: 1 800 Domare: Urs Schnyder (Schweiz) | Sofia Publik: 1 800 Domare: Urs Schnyder (Schweiz) |

|             | 11 oktober 2019 | Ryssland                                        | 2 – 2           | Polen                                        | Centralstadion                                             |                                                            |
| 19:00 UTC+3 | 19:00 UTC+3     | Daniil Utkin 25′ Magomed-Shapi Suleymanov 90+1′ | (1 – 2) Rapport | 10′ (sjm.) Igor Diveyev 45+1′ Patryk Klimala | Jekaterinburg Publik: 16 028 Domare: Pavel Orel (Tjeckien) | Jekaterinburg Publik: 16 028 Domare: Pavel Orel (Tjeckien) |
| 19:00 UTC+3 | 19:00 UTC+3     |                                                 |                 |                                              | Jekaterinburg Publik: 16 028 Domare: Pavel Orel (Tjeckien) | Jekaterinburg Publik: 16 028 Domare: Pavel Orel (Tjeckien) |
| 19:00 UTC+3 | 19:00 UTC+3     |                                                 |                 |                                              | Jekaterinburg Publik: 16 028 Domare: Pavel Orel (Tjeckien) | Jekaterinburg Publik: 16 028 Domare: Pavel Orel (Tjeckien) |

|             | 11 oktober 2019 | Bulgarien | 0 – 1           | Serbien              | Slavia Stadium                                           |                                                          |
| 19:00 UTC+3 | 19:00 UTC+3     |           | (0 – 0) Rapport | 87′ Filip Stuparević | Sofia Publik: 1 020 Domare: Giorgi Kruashvili (Georgien) | Sofia Publik: 1 020 Domare: Giorgi Kruashvili (Georgien) |
| 19:00 UTC+3 | 19:00 UTC+3     |           |                 |                      | Sofia Publik: 1 020 Domare: Giorgi Kruashvili (Georgien) | Sofia Publik: 1 020 Domare: Giorgi Kruashvili (Georgien) |
| 19:00 UTC+3 | 19:00 UTC+3     |           |                 |                      | Sofia Publik: 1 020 Domare: Giorgi Kruashvili (Georgien) | Sofia Publik: 1 020 Domare: Giorgi Kruashvili (Georgien) |

|             | 11 oktober 2019 | Estland                                | 2 – 1           | Lettland        | Pärnu Rannastaadion                                   |                                                       |
| 19:15 UTC+3 | 19:15 UTC+3     | Markus Soomets 11′ Ander Ott Valge 24′ | (2 – 1) Rapport | 18′ Marko Regža | Pärnu Publik: 247 Domare: Rauf Jabarov (Azerbajdzjan) | Pärnu Publik: 247 Domare: Rauf Jabarov (Azerbajdzjan) |
| 19:15 UTC+3 | 19:15 UTC+3     |                                        |                 |                 | Pärnu Publik: 247 Domare: Rauf Jabarov (Azerbajdzjan) | Pärnu Publik: 247 Domare: Rauf Jabarov (Azerbajdzjan) |
| 19:15 UTC+3 | 19:15 UTC+3     |                                        |                 |                 | Pärnu Publik: 247 Domare: Rauf Jabarov (Azerbajdzjan) | Pärnu Publik: 247 Domare: Rauf Jabarov (Azerbajdzjan) |

|             | 15 oktober 2019 | Lettland | 0 – 0   | Bulgarien | Skonto Stadium                                    |                                                   |
| 18:00 UTC+3 | 18:00 UTC+3     |          | Rapport |           | Riga Publik: 305 Domare: Marcel Birsan (Rumänien) | Riga Publik: 305 Domare: Marcel Birsan (Rumänien) |
| 18:00 UTC+3 | 18:00 UTC+3     |          |         |           | Riga Publik: 305 Domare: Marcel Birsan (Rumänien) | Riga Publik: 305 Domare: Marcel Birsan (Rumänien) |
| 18:00 UTC+3 | 18:00 UTC+3     |          |         |           | Riga Publik: 305 Domare: Marcel Birsan (Rumänien) | Riga Publik: 305 Domare: Marcel Birsan (Rumänien) |

|             | 15 oktober 2019 | Polen              | 1 – 0           | Serbien | Stadion Widzewa                                     |                                                     |
| 18:00 UTC+2 | 18:00 UTC+2     | Mateusz Bogusz 79′ | (0 – 0) Rapport |         | Łódź Publik: 3 628 Domare: João Pinheiro (Portugal) | Łódź Publik: 3 628 Domare: João Pinheiro (Portugal) |
| 18:00 UTC+2 | 18:00 UTC+2     |                    |                 |         | Łódź Publik: 3 628 Domare: João Pinheiro (Portugal) | Łódź Publik: 3 628 Domare: João Pinheiro (Portugal) |
| 18:00 UTC+2 | 18:00 UTC+2     |                    |                 |         | Łódź Publik: 3 628 Domare: João Pinheiro (Portugal) | Łódź Publik: 3 628 Domare: João Pinheiro (Portugal) |

|             | 15 oktober 2019 | Estland | 0 – 5           | Ryssland                                                                                              | Pärnu Rannastaadion                                  |                                                      |
| 19:15 UTC+3 | 19:15 UTC+3     |         | (0 – 2) Rapport | 26′ (str.) Fyodor Chalov 35′ Maksim Glushenkov 65′ Danil Glebov 69′ Danil Krugovoy 75′ Nikita Kalugin | Pärnu Publik: 403 Domare: Nikolas Neokleous (Cypern) | Pärnu Publik: 403 Domare: Nikolas Neokleous (Cypern) |
| 19:15 UTC+3 | 19:15 UTC+3     |         |                 | | Pärnu Publik: 403 Domare: Nikolas Neokleous (Cypern) | Pärnu Publik: 403 Domare: Nikolas Neokleous (Cypern) |
| 19:15 UTC+3 | 19:15 UTC+3     |         |                 | | Pärnu Publik: 403 Domare: Nikolas Neokleous (Cypern) | Pärnu Publik: 403 Domare: Nikolas Neokleous (Cypern) |

|             | 15 november 2019 | Ryssland                         | 2 – 0           | Lettland | Rostov Arena                                                |                                                             |
| 18:00 UTC+3 | 18:00 UTC+3      | Igor Diveyev 9′ Nail Umyarov 65′ | (1 – 0) Rapport |          | Rostov-on-Don Publik: 11 088 Domare: Morten Krogh (Danmark) | Rostov-on-Don Publik: 11 088 Domare: Morten Krogh (Danmark) |
| 18:00 UTC+3 | 18:00 UTC+3      |                                  |                 |          | Rostov-on-Don Publik: 11 088 Domare: Morten Krogh (Danmark) | Rostov-on-Don Publik: 11 088 Domare: Morten Krogh (Danmark) |
| 18:00 UTC+3 | 18:00 UTC+3      |                                  |                 |          | Rostov-on-Don Publik: 11 088 Domare: Morten Krogh (Danmark) | Rostov-on-Don Publik: 11 088 Domare: Morten Krogh (Danmark) |

|             | 15 november 2019 | Bulgarien                                       | 3 – 0           | Polen | Slavia Stadium                                     |                                                    |
| 18:00 UTC+2 | 18:00 UTC+2      | Tonislav Yordanov 43′ Stanislav Ivanov 51′, 61′ | (1 – 0) Rapport |       | Sofia Publik: 453 Domare: Yaroslav Kozyk (Ukraina) | Sofia Publik: 453 Domare: Yaroslav Kozyk (Ukraina) |
| 18:00 UTC+2 | 18:00 UTC+2      |                                                 |                 |       | Sofia Publik: 453 Domare: Yaroslav Kozyk (Ukraina) | Sofia Publik: 453 Domare: Yaroslav Kozyk (Ukraina) |
| 18:00 UTC+2 | 18:00 UTC+2      |                                                 |                 |       | Sofia Publik: 453 Domare: Yaroslav Kozyk (Ukraina) | Sofia Publik: 453 Domare: Yaroslav Kozyk (Ukraina) |

|             | 15 november 2019 | Serbien                                                                     | 6 – 0           | Estland | Čair Stadium                                       |                                                    |
| 19:00 UTC+1 | 19:00 UTC+1      | Luka Ilić 12′ Dejan Joveljić 20′, 52′, 61′ Ivan Ilić 38′ Slobodan Tedić 87′ | (3 – 0) Rapport |         | Niš Publik: 504 Domare: Nathan Verboomen (Belgien) | Niš Publik: 504 Domare: Nathan Verboomen (Belgien) |
| 19:00 UTC+1 | 19:00 UTC+1      |                                                                             |                 |         | Niš Publik: 504 Domare: Nathan Verboomen (Belgien) | Niš Publik: 504 Domare: Nathan Verboomen (Belgien) |
| 19:00 UTC+1 | 19:00 UTC+1      |                                                                             |                 |         | Niš Publik: 504 Domare: Nathan Verboomen (Belgien) | Niš Publik: 504 Domare: Nathan Verboomen (Belgien) |

|             | 19 november 2019 | Serbien | 0 – 2           | Ryssland                                      | Čair Stadium                                              |                                                           |
| 19:00 UTC+1 | 19:00 UTC+1      |         | (0 – 1) Rapport | 8′ Fyodor Chalov 44′ Magomed-Shapi Suleymanov | Niš Publik: 3 413 Domare: Juan Martínez Munuera (Spanien) | Niš Publik: 3 413 Domare: Juan Martínez Munuera (Spanien) |
| 19:00 UTC+1 | 19:00 UTC+1      |         |                 |                                               | Niš Publik: 3 413 Domare: Juan Martínez Munuera (Spanien) | Niš Publik: 3 413 Domare: Juan Martínez Munuera (Spanien) |
| 19:00 UTC+1 | 19:00 UTC+1      |         |                 |                                               | Niš Publik: 3 413 Domare: Juan Martínez Munuera (Spanien) | Niš Publik: 3 413 Domare: Juan Martínez Munuera (Spanien) |

|             | 4 september 2020 | Lettland                          | 2 – 2           | Serbien                                 | Zemgale Olympic Center                           |                                                  |
| 17:00 UTC+3 | 17:00 UTC+3      | Kristaps Liepa 8′ Marko Regža 17′ | (2 – 0) Rapport | 51′ Erhan Mašović 67′ (str.) Luka Adžić | Jelgava Publik: 0 Domare: Gai Leibovitz (Israel) | Jelgava Publik: 0 Domare: Gai Leibovitz (Israel) |
| 17:00 UTC+3 | 17:00 UTC+3      |                                   |                 |                                         | Jelgava Publik: 0 Domare: Gai Leibovitz (Israel) | Jelgava Publik: 0 Domare: Gai Leibovitz (Israel) |
| 17:00 UTC+3 | 17:00 UTC+3      |                                   |                 |                                         | Jelgava Publik: 0 Domare: Gai Leibovitz (Israel) | Jelgava Publik: 0 Domare: Gai Leibovitz (Israel) |

|             | 4 september 2020 | Estland | 0 – 6           | Polen                                                                                           | Pärnu Rannastaadion                              |                                                  |
| 19:00 UTC+3 | 19:00 UTC+3      |         | (0 – 3) Rapport | 5′, 59′ Mateusz Bogusz 16′ Patryk Klimala 35′ Jakub Kamiński 48′ Robert Gumny 82′ Paweł Tomczyk | Pärnu Publik: 0 Domare: Petri Viljanen (Finland) | Pärnu Publik: 0 Domare: Petri Viljanen (Finland) |
| 19:00 UTC+3 | 19:00 UTC+3      |         |                 |                                                                                                 | Pärnu Publik: 0 Domare: Petri Viljanen (Finland) | Pärnu Publik: 0 Domare: Petri Viljanen (Finland) |
| 19:00 UTC+3 | 19:00 UTC+3      |         |                 |                                                                                                 | Pärnu Publik: 0 Domare: Petri Viljanen (Finland) | Pärnu Publik: 0 Domare: Petri Viljanen (Finland) |

|             | 4 september 2020 | Ryssland                              | 2 – 0           | Bulgarien | Arena Khimki                                      |                                                   |
| 19:00 UTC+3 | 19:00 UTC+3      | Maksim Glushenkov 2′ Igor Diveyev 66′ | (1 – 0) Rapport |           | Khimki Publik: 0 Domare: Arda Kardeşler (Turkiet) | Khimki Publik: 0 Domare: Arda Kardeşler (Turkiet) |
| 19:00 UTC+3 | 19:00 UTC+3      |                                       |                 |           | Khimki Publik: 0 Domare: Arda Kardeşler (Turkiet) | Khimki Publik: 0 Domare: Arda Kardeşler (Turkiet) |
| 19:00 UTC+3 | 19:00 UTC+3      |                                       |                 |           | Khimki Publik: 0 Domare: Arda Kardeşler (Turkiet) | Khimki Publik: 0 Domare: Arda Kardeşler (Turkiet) |

|             | 8 september 2020 | Lettland        | 1 – 1           | Estland           | Zemgale Olympic Center                                   |                                                          |
| 17:00 UTC+3 | 17:00 UTC+3      | Marko Regža 62′ | (0 – 0) Rapport | 54′ Sten Reinkort | Jelgava Publik: 0 Domare: Goga Kikacheishvili (Georgien) | Jelgava Publik: 0 Domare: Goga Kikacheishvili (Georgien) |
| 17:00 UTC+3 | 17:00 UTC+3      |                 |                 |                   | Jelgava Publik: 0 Domare: Goga Kikacheishvili (Georgien) | Jelgava Publik: 0 Domare: Goga Kikacheishvili (Georgien) |
| 17:00 UTC+3 | 17:00 UTC+3      |                 |                 |                   | Jelgava Publik: 0 Domare: Goga Kikacheishvili (Georgien) | Jelgava Publik: 0 Domare: Goga Kikacheishvili (Georgien) |

|             | 8 september 2020 | Polen              | 1 – 0           | Ryssland | Stadion Widzewa                                 |                                                 |
| 18:00 UTC+2 | 18:00 UTC+2      | Patryk Dziczek 62′ | (0 – 0) Rapport |          | Łódź Publik: 0 Domare: Kevin Clancy (Skottland) | Łódź Publik: 0 Domare: Kevin Clancy (Skottland) |
| 18:00 UTC+2 | 18:00 UTC+2      |                    |                 |          | Łódź Publik: 0 Domare: Kevin Clancy (Skottland) | Łódź Publik: 0 Domare: Kevin Clancy (Skottland) |
| 18:00 UTC+2 | 18:00 UTC+2      |                    |                 |          | Łódź Publik: 0 Domare: Kevin Clancy (Skottland) | Łódź Publik: 0 Domare: Kevin Clancy (Skottland) |

|             | 8 september 2020 | Serbien              | 1 – 2           | Bulgarien                             | Stadion Metalac                                        |                                                        |
| 20:00 UTC+2 | 20:00 UTC+2      | Luka Ilić 87′ (str.) | (0 – 1) Rapport | 45+1′ Ilian Iliev 65′ Kaloyan Krastev | Gornji Milanovac Publik: 0 Domare: Espen Eskås (Norge) | Gornji Milanovac Publik: 0 Domare: Espen Eskås (Norge) |
| 20:00 UTC+2 | 20:00 UTC+2      |                      |                 |                                       | Gornji Milanovac Publik: 0 Domare: Espen Eskås (Norge) | Gornji Milanovac Publik: 0 Domare: Espen Eskås (Norge) |
| 20:00 UTC+2 | 20:00 UTC+2      |                      |                 |                                       | Gornji Milanovac Publik: 0 Domare: Espen Eskås (Norge) | Gornji Milanovac Publik: 0 Domare: Espen Eskås (Norge) |

|             | 9 oktober 2020 | Ryssland                                                                       | 4 – 0           | Estland | Arena Khimki                                        |                                                     |
| 18:00 UTC+3 | 18:00 UTC+3    | Magnus Villota 8′ (sjm.) Konstantin Kuchayev 13′ Fyodor Chalov 21′ (str.), 40′ | (4 – 0) Rapport |         | Khimki Publik: 650 Domare: Antonio Nobre (Portugal) | Khimki Publik: 650 Domare: Antonio Nobre (Portugal) |
| 18:00 UTC+3 | 18:00 UTC+3    |                                                                                |                 |         | Khimki Publik: 650 Domare: Antonio Nobre (Portugal) | Khimki Publik: 650 Domare: Antonio Nobre (Portugal) |
| 18:00 UTC+3 | 18:00 UTC+3    |                                                                                |                 |         | Khimki Publik: 650 Domare: Antonio Nobre (Portugal) | Khimki Publik: 650 Domare: Antonio Nobre (Portugal) |

|             | 9 oktober 2020 | Bulgarien            | 1 – 0           | Lettland | Stadion Slavia                                    |                                                   |
| 18:45 UTC+3 | 18:45 UTC+3    | Stanislav Ivanov 67′ | (0 – 0) Rapport |          | Sofia Publik: 0 Domare: Viktor Shimusik (Belarus) | Sofia Publik: 0 Domare: Viktor Shimusik (Belarus) |
| 18:45 UTC+3 | 18:45 UTC+3    |                      |                 |          | Sofia Publik: 0 Domare: Viktor Shimusik (Belarus) | Sofia Publik: 0 Domare: Viktor Shimusik (Belarus) |
| 18:45 UTC+3 | 18:45 UTC+3    |                      |                 |          | Sofia Publik: 0 Domare: Viktor Shimusik (Belarus) | Sofia Publik: 0 Domare: Viktor Shimusik (Belarus) |

|             | 9 oktober 2020 | Serbien            | 1 – 0           | Polen | Stadion Metalac                                                 |                                                                 |
| 18:00 UTC+2 | 18:00 UTC+2    | Veljko Nikolić 11′ | (1 – 0) Rapport |       | Gornji Milanovac Publik: 0 Domare: Bram Van Driessche (Belgien) | Gornji Milanovac Publik: 0 Domare: Bram Van Driessche (Belgien) |
| 18:00 UTC+2 | 18:00 UTC+2    |                    |                 |       | Gornji Milanovac Publik: 0 Domare: Bram Van Driessche (Belgien) | Gornji Milanovac Publik: 0 Domare: Bram Van Driessche (Belgien) |
| 18:00 UTC+2 | 18:00 UTC+2    |                    |                 |       | Gornji Milanovac Publik: 0 Domare: Bram Van Driessche (Belgien) | Gornji Milanovac Publik: 0 Domare: Bram Van Driessche (Belgien) |

|             | 13 oktober 2020 | Estland | 0 – 0   | Serbien | Slokas Stadium                                                |                                                               |
| 16:00 UTC+3 | 16:00 UTC+3     |         | Rapport |         | Jūrmala (Lettland) Publik: 0 Domare: Paul McLaughlin (Irland) | Jūrmala (Lettland) Publik: 0 Domare: Paul McLaughlin (Irland) |
| 16:00 UTC+3 | 16:00 UTC+3     |         |         |         | Jūrmala (Lettland) Publik: 0 Domare: Paul McLaughlin (Irland) | Jūrmala (Lettland) Publik: 0 Domare: Paul McLaughlin (Irland) |
| 16:00 UTC+3 | 16:00 UTC+3     |         |         |         | Jūrmala (Lettland) Publik: 0 Domare: Paul McLaughlin (Irland) | Jūrmala (Lettland) Publik: 0 Domare: Paul McLaughlin (Irland) |

|             | 13 oktober 2020 | Lettland              | 1 – 4           | Ryssland                                                                                | Skonto Stadium                                    |                                                   |
| 17:00 UTC+3 | 17:00 UTC+3     | Kristers Lūsiņš 90+3′ | (0 – 1) Rapport | 28′ Konstantin Kuchayev 51′ Roman Yevgenyev 55′ Daniil Lesovoy 85′ Aleksandr Lomovitsky | Riga Publik: 653 Domare: Roomer Tarajev (Estland) | Riga Publik: 653 Domare: Roomer Tarajev (Estland) |
| 17:00 UTC+3 | 17:00 UTC+3     |                       |                 |                                                                                         | Riga Publik: 653 Domare: Roomer Tarajev (Estland) | Riga Publik: 653 Domare: Roomer Tarajev (Estland) |
| 17:00 UTC+3 | 17:00 UTC+3     |                       |                 |                                                                                         | Riga Publik: 653 Domare: Roomer Tarajev (Estland) | Riga Publik: 653 Domare: Roomer Tarajev (Estland) |

|             | 13 oktober 2020 | Polen            | 1 – 1           | Bulgarien            | Stadion Miejski                                              |                                                              |
| 18:00 UTC+2 | 18:00 UTC+2     | Bartosz Bida 66′ | (0 – 1) Rapport | 41′ Zdravko Dimitrov | Gdynia Publik: 1 894 Domare: Allard Lindhout (Nederländerna) | Gdynia Publik: 1 894 Domare: Allard Lindhout (Nederländerna) |
| 18:00 UTC+2 | 18:00 UTC+2     |                  |                 |                      | Gdynia Publik: 1 894 Domare: Allard Lindhout (Nederländerna) | Gdynia Publik: 1 894 Domare: Allard Lindhout (Nederländerna) |
| 18:00 UTC+2 | 18:00 UTC+2     |                  |                 |                      | Gdynia Publik: 1 894 Domare: Allard Lindhout (Nederländerna) | Gdynia Publik: 1 894 Domare: Allard Lindhout (Nederländerna) |

|             | 17 november 2020 | Bulgarien                                               | 3 – 0           | Estland | Stadion Slavia                           |                                          |
| 18:30 UTC+2 | 18:30 UTC+2      | Lachezar Kotev 28′ Ertan Tombak 30′ Kaloyan Krastev 88′ | (2 – 0) Rapport |         | Sofia Domare: Walter Altmann (Österrike) | Sofia Domare: Walter Altmann (Österrike) |
| 18:30 UTC+2 | 18:30 UTC+2      |                                                         |                 |         | Sofia Domare: Walter Altmann (Österrike) | Sofia Domare: Walter Altmann (Österrike) |
| 18:30 UTC+2 | 18:30 UTC+2      |                                                         |                 |         | Sofia Domare: Walter Altmann (Österrike) | Sofia Domare: Walter Altmann (Österrike) |

|             | 17 november 2020 | Polen                                                        | 3 – 1           | Lettland        | Stadion Widzewa                                        |                                                        |
| 17:30 UTC+1 | 17:30 UTC+1      | Bartosz Białek 48′ Jakub Piotr Kiwior 61′ Patryk Klimala 71′ | (0 – 0) Rapport | 89′ Marko Regža | Łódź Domare: Dragan Petrovic (Bosnien och Hercegovina) | Łódź Domare: Dragan Petrovic (Bosnien och Hercegovina) |
| 17:30 UTC+1 | 17:30 UTC+1      |                                                              |                 |                 | Łódź Domare: Dragan Petrovic (Bosnien och Hercegovina) | Łódź Domare: Dragan Petrovic (Bosnien och Hercegovina) |
| 17:30 UTC+1 | 17:30 UTC+1      |                                                              |                 |                 | Łódź Domare: Dragan Petrovic (Bosnien och Hercegovina) | Łódź Domare: Dragan Petrovic (Bosnien och Hercegovina) |

## Målskyttar
Det gjordes 77 mål på 30 matcher, vilket gav ett snitt på 2,57 mål per match.
5 mål
- Marko Regža

4 mål
- Stanislav Ivanov
- Tonislav Yordanov
- Patryk Klimala
- Fyodor Chalov

3 mål
- Mateusz Bogusz
- Igor Diveyev
- Dejan Joveljić

2 mål
- Kaloyan Krastev
- Patryk Dziczek
- Maksim Glushenkov
- Konstantin Kuchayev
- Magomed-Shapi Suleymanov
- Luka Adžić
- Luka Ilić

1 mål
- Zdravko Dimitrov
- Ilian Iliev
- Lachezar Kotev
- Ertan Tombak
- Sten Reinkort
- Markus Soomets
- Ander Ott Valge
- Kristaps Liepa
- Kristers Lūsiņš
- Bartosz Białek
- Bartosz Bida
- Karol Fila
- Robert Gumny
- Kamil Jóźwiak
- Jakub Kamiński
- Jakub Piotr Kiwior
- Przemysław Płacheta
- Paweł Tomczyk
- Danil Glebov
- Nikita Kalugin
- Danil Krugovoy
- Daniil Lesovoy
- Aleksandr Lomovitskiy
- Nail Umyarov
- Daniil Utkin
- Roman Yevgenyev
- Ivan Ilić
- Erhan Mašović
- Veljko Nikolić
- Filip Stuparević
- Slobodan Tedić

1 självmål
- Igor Diveyev (mot Polen)
- Magnus Villota (mot Ryssland)